# Mörsdorf, Saale-Holzland
Mörsdorf là một đô thị thuộc huyện Saale-Holzland, trong bang Thüringen, Đức. Đô thị Mörsdorf, Saale-Holzland có diện tích 6,92 km².